# Демино-Олександрівка
Деми́но-Олекса́ндрівка — село в Україні, у Троїцькій селищній громаді Сватівського району Луганської області. Населення становить 792 особи. Орган місцевого самоврядування — Демино-Олександрівська сільська рада.

## Географія

### Розташування
Село Демино-Олександрівка знаходиться на річці Демине, яка біля села впадає в річку Уразова, вище за течією річки Демине на відстані 2 км знаходиться село Сиротине, нижче за течією на відстані 3 км село Герасимівка (Бєлгородська область, Росія), за 18 км від районного центру, за 17 км від залізничної станції Лантратівка. Через село проходить автодорога Лисичанськ-Уразово.
Неподалік від села розташований пункт контролю на кордоні з Росією Дьоміно-Олександрівка—Валуйки.

### Природа
Село Демино-Олександрівка розташоване в мальовничому місці Луганській області у тихої річки Демино і найбільшого озера Троїцького району — Деминського або як його ще називають у народі — гребля. З півночі село прикривають Засніжені альпи — білі крейдяні відроги Середньоросійської височини.

## Історія
Історія заселення цієї території людиною налічує вже більше 20 000 років. Поблизу села археологами було знайдено 4 стоянки первісних людей. Палеонтологічні стоянки і знайдені знаряддя праці відносяться до пам'яток граветської культурної традиції; ймовірно, до епігравету Східної Європи, за версією його походження на основі східного гравету в широкому сенсі. Загін Сіверсько-Донецької археологічної експедиції під керівництвом М. І. Гладких в 1974 році відкрив і обстежив 11 місцезнаходжень у села Сиротине Троїцького району. "Більшість з цих місцезнаходжень датується пізнім палеолітом, частина має в складі колекцій знахідки більш раннього (мустьє) … часу ". В ході робіт експедиції Луганського обласного краєзнавчого музею (А. Ф. Горелик, Т. Н. Клочко) в 1977 році при дослідженні місцезнаходження Сиротине-IV, лівий берег річки Уразової, знайдений морфологічно Ранньопалеолітичний, масивний отщеп «з черепаховидною спинкою леваллуазького типу, покритий молочно-білою патиною».
У першій половині 18 століття в 1683 році у вигину, біля річки виходець з с. Уразово Дьомін оселився зі своєю сім'єю заснувавши нову територію між селом Сиротине та Герасимівка.
Село засноване на початку XVIII ст., Його територія заселена селянами, вихідцями з слободи Уразової Воронезької губернії. Спочатку на цій території було 1 поселення: с. Демино, назва якого походить від назви річки Деминої і хутора Олександрівка. Після їх злиття поселення стало називатися сл. Демино-Олександрівка.
Спочатку селяни слободи були закріпачені офіцером Безгіним, в 1807 р ці землі були викуплені князем Голіциним. Після указу «Про вільних хліборобів» 1801 року в 1834 році викупили з кріпосної неволі жителів. Одне з найбагатших сіл. Мешканці села в основному займалися розведенням великої рогатої худоби та вирощуванням пшениці.
На початку XIX ст. Демино-Олександрівка стає волосним центром. В цей час селяни викупили себе з кріпосницької неволі і стали відноситися до повних власників.
У 1891 р в слободі налічувалося 447 дворів, проживало 1507 чоловік. Через територію села з цього часу став проходити Муравський шлях з Петербурга на Азов до кримських татар і ногайців. Ця була одна з головних транспортних артерій Імперії з півночі на південь. Засновником села вважається Демин. Основою прізвища Демин послужило ім'я Дема. Ім'я Дема є зменшувальною форму одного з чоловічих імен з основою Дем-: Дементій (в перекладі з латинської «приборкувач»), Демид або Діомид (від грецького «Божа рада») або Дем'ян (від грецького «підкорювач»). В цьому випадку засновник роду Демин, швидше за все, був людиною з простого стану. Справа в тому, що прізвища, утворені від повної форми імені, мала в основному соціальна верхівка, знаті чи сім'ї, які користувалися в даній місцевості великим авторитетом, представників яких сусіди шанобливо звали повним ім'ям, на відміну від інших станів, яких кликали, як правило, зменшувальними, похідними, повсякденними іменами.
Село постраждало внаслідок геноциду українського народу, вчиненого урядом СССР у 1932—1933 роках, кількість встановлених жертв — 287 людей.

## Населення
Згідно з переписом УРСР 1989 року чисельність наявного населення села становила 771 особа, з яких 362 чоловіки та 409 жінок.
За переписом населення України 2001 року в селі мешкали 793 особи.

### Мова
Розподіл населення за рідною мовою за даними перепису 2001 року:

## Населення

### Мова
Розподіл населення за рідною мовою за даними перепису 2001 року:
| Мова       | Кількість | Відсоток |
| ---------- | --------- | -------- |
| українська | 675       | 85.23%   |
| російська  | 116       | 14.64%   |
| білоруська | 1         | 0.13%    |
| Усього     | 792       | 100%     |

## Економіка

### Природні ресурси

Долина річки Демино

Регіон с. Демино-Олександрівки володіє найбільшою сировиною для виробництва біонафти (вода і крейда), знайдені запаси марганцю, золото — сульфідних і літієвих руд. Є великі запаси керамічних, будівельних, лікувальних глин, піску, мінеральної води. Головне багатство регіону — родючі чорноземи.

### Сільське господарство
Сільське господарство представлено дуже широко тваринництвом і рослинництвом. Працює 4 великих тваринницьких комплекси по вирощуванню великої рогатої худоби, свинарства, птахівництва, козоводства.

## Транспорт
З районним центром, селищем Троїцьке, зв'язок здійснюється по автомагістралях. Діє пряме автобусне сполучення з такими містами як Сватове, Сєвєродонецьк, Лисичанськ, Білгород, Валуйки.

## Освіта та культура
При Демино-Олександрівському ліцею працює краєзнавчий музей]

## Люди і традиції
Село Демино-Олександрівка ділиться на 4 частини: Сиротине, Демино, Понизівка, Врубовщик. Під крейдяною горою Білолобська і Бараничний Лоб колись існувало ще 3 селища: Крайок, Куток і Підбугорівка. Населення становить 792 людини (2001 г.).

## Згадки у ЗМІ
- Туристичний маршрут «Троїцьке – Демино-Олександрівка» [Архівовано 25 червня 2020 у Wayback Machine.]